# トッリアーナ
トッリアーナ（イタリア語: Torriana）は、イタリア共和国エミリア＝ロマーニャ州リミニ県ポッジョ・トッリアーナ (it:Poggio Torriana) に属する分離集落（フラツィオーネ）。
かつては、独立した自治体（コムーネ）であったが、2014年にポッジョ・ベルニと合併し、新自治体の一部となった。

## 地理

リミニ県における旧コムーネの領域

### 位置・広がり
リミニ県南東部の集落。サンマリノ市から北西へ8km、県都リミニから西南西へ17kmの距離にある。
コムーネは23.11km2 の面積があり、Gemmiano, Montebello, Colombare, Franzolini, Bruciatini.などの分離集落を含んでいた。最低地点は78m、最高地点は455mであった。2014年1月時点のコムーネ人口は1629人。

#### 隣接コムーネ
隣接していたコムーネは以下の通り。括弧内のFCはフォルリ＝チェゼーナ県、PUはペーザロ・エ・ウルビーノ県所属を示す。
| - ボルギ (FC) - ノヴァフェルトリア (PU) - ポッジョ・ベルニ - サン・レーオ (PU) - ソリアーノ・アル・ルビコーネ (FC) - ヴェルッキオ |